# Stjärnstaden

Stjärnstaden eller Zvjozdnyj Gorodok, (ryska: Звёздный Городок) är centrum för den ryska kosmonaututbildningen, beläget utanför Moskva. Den svenska astronauten Christer Fuglesang har genomgått en del av sin utbildning här. Orten Zvjozdnyj Gorodok, som tillhörde staden Sjtjolkovo fram till den 19 januari 2009, är numera en separat administrativ enhet. Folkmängden i orten uppgick till 5 737 invånare i början av 2015.
Området var mycket hemlighållet och mycket säkert medan Sovjetunionen fanns. Det var isolerat från resten av världen. Nuförtiden bor dock många kosmonauter med sina familjer här. På orten finns affärer, ett postkontor samt ett rymdresemuseum. Från mitten till slutet av 1990-talet deltog utvalda studenter från Stjärnstaden i Russian American Cultural Exchange Program (RACE) (ungefärlig översättning rysk-amerikanska kulturella utbytesprogrammet). Studenterna besökte fem skolor i Sewanhaka Central High School District på Long Island.